# Терещенко, Иван Сидорович
Иван Сидорович Терещенко (1929, Попово — 14 августа 2007, Днепропетровск) — советский металлург, Герой Социалистического Труда (1971).

## Биография
Родился в 1929 году на хуторе Попово. Член КПСС.
С 1947 года — на хозяйственной, общественной и политической работе. В 1947—1990 годах — горновой, горновой-наставник доменного цеха, первый горновой Днепропетровского металлургического завода имени Г. И. Петровского Министерства чёрной металлургии Украинской ССР.
Указом Президиума Верховного Совета СССР от 30 марта 1971 года присвоено звание Героя Социалистического Труда с вручением ордена Ленина и золотой медали «Серп и Молот».
Делегат XXIV и XXV съездов КПСС.
Умер 14 августа 2007 года в Днепропетровске.